# Cerrito (Paraguai)
Cerrito é um distrito do Paraguai, localizado no departamento de Ñeembucú. Possui uma população de 5.227 habitantes. Sua economia é baseada na agropecuária e turismo.
Ela é localizada ao longo do Rio Paraná com dois tipos de praias: uma com profundidades superficiais no qual pode-se basicamente cruzá-lo por uma grande parte dele e uma mais funda que localiza-se alguns metros de distância da costa.
Seu nome vem de um pequeno morro (cerrito) de onde pode-se ver a bela paisagem da cidade e do rio. No topo do morro ficou uma estátua de um presidente paraguaiano, Alfredo Stroessner, o qual foi destruído por uma chuva de raios logo antes de sua sáida do cargo em 1989. Alguns acreditam que tal fato indicou "premonição" da eventual queda de Stroessner.

## Transporte
O município de Cerrito é servido pelas seguintes rodovias:
- Caminho em terra ligando a cidade ao município de Mayor José Martinez
- Caminho em terra ligando a cidade ao município de Laureles [1][2][3]